# Tre dar i buren
Tre dar i buren är en svensk dramafilm från 1963 i regi av Ragnar Frisk.

## Handling
Freddy och Stickan jobbar på en knappfabrik där det samtidigt utvecklas vapen. På vapenlaboratoriet har det utvecklats ett helt nytt vapen som snart ska visas upp för armén. Ritningarna låses in i ett kassaskåp, till vilket endast kamrer Nilsson har nyckeln. Men han tappar den på gatan. Freddy hittar den utan att veta vad det är för en nyckel. Freddy och Stickan blir inkallade till repövning. Skurkar som försöker få tag i planerna följer dem.

## Om filmen
Filmen premiärvisades 26 december 1963 på biograferna Saga i Hallstahammar och Cinema i Västerås. Filmen spelades in i Kinocentralen Täby av Curt Cronwall, vissa scener inspeladed på höghuset vid Regementsgatan 56 i Solna (Stockholms Garnison BRF nr1). Som filmorkester engagerades Sven-Ingvars.
I sin recension i Aftonbladet i samband med filmens premiär skrev Jurgen Schildt att filmens producenter borde tvångsförflyttas till Kanarieöarna.

## Roller i urval
- Thore Skogman - Freddy
- Anita Lindblom - Eva
- Arne Källerud - Stickan
- Nils Hallberg - Snook
- Sven Holmberg - kamrer Nilsson
- Carl-Axel Elfving - sergeant Storm
- Håkan Westergren - direktör Bergström
- Britta Holmberg - fru Nilsson
- Hans Lindgren - kaptenen
- Ragnar Klange - översten
- Per-Axel Arosenius - adjutanten
- Rolf Bengtsson - Tummen
- Curt Löwgren - Långfingret
- Holger Höglund - Skumrisk
- Olle Björklund - TV-regissören

## Filmmusik i urval
- Tre dar i buren, kompositör Thore Skogman, sång Thore Skogman
- Ett litet rött paket, kompositör Owe Thörnqvist, framförs av Sven-Ingvars som playback (samma version som på EP-skivan 1963)
- E' fin vise, text Gustaf Fröding, framförs av Sven-Ingvars. (Sven-Ingvars gjorde sedan två andra versioner av denna låt på skiva - dels på EP:n "E' fin vise" 1964, dels på LP:n "Sven-Ingvars i Frödingland"
- Sjung inga romanser, framförs av Anita Lindblom.